# Autochton bipunctatus
Autochton bipunctatus is een vlinder uit de familie van de dikkopjes (Hesperiidae). De wetenschappelijke naam van de soort is voor het eerst geldig gepubliceerd in 1790 door Johann Friedrich Gmelin.